# 95 S 58-61無後座力炮
95 S 58-61（又稱：Raskas Sinko、Musti，意為：「重型無後座力炮」或「小黑」）是一款芬兰陆军所採用的重型反坦克无后座力炮。它在1958年研發，並於1961年追加了新型輪式炮架。武器的名稱意為“95毫米，Sinko，1958／1961年型 ”；而「S」則是代表芬蘭單詞“sinko”（無後座力武器）。

## 概述
95 S 58-61武器系統的重量為140千克（308.65磅），其口徑為95毫米（3.74英寸）。它對移動目標的有效射程為700公尺，而定位目標則是1,000公尺。它可以貫穿約550毫米（21.65英寸）的钢板。其配套的高爆反坦克彈藥裝上了強化的彈尖，以更好地貫穿爆炸反應裝甲（ERA）。整體看來與美国M40無後座力炮很相似，運作方式也幾乎相同，但發射的是芬蘭原創的95毫米榴彈。為了方便士兵搬運，除了在炮管下方裝設了輪式炮架，還在炮架兩側裝上把手。
該武器的團隊由8人所組成：領隊、射手、裝填手／預備役射手和兩名彈藥處理兵員，加上預備役隊長和另外兩名裝備M72 LAW和APILAS（目前正被MBT LAW所取代）等反坦克武器、用於近距離防禦的額外兵員。小組藉由從後運動及拉動武器，在各個地形中將其轉移到射擊位置，這通常被俗稱為“遛小黑”。（原文“Musti”是芬蘭語中对黑狗的典型昵称。）
該武器除了架設於地面讓步兵使用以外，也可以作為車載武器使用。但是，由於它已經是舊型產品，所以從芬蘭國防軍的前線部隊當中消失。

## 過時
截至2011年，95 S 58-61武器系統被認為是芬蘭國防軍當中需要現代化的最古老的武器系統之一。

## 圖集

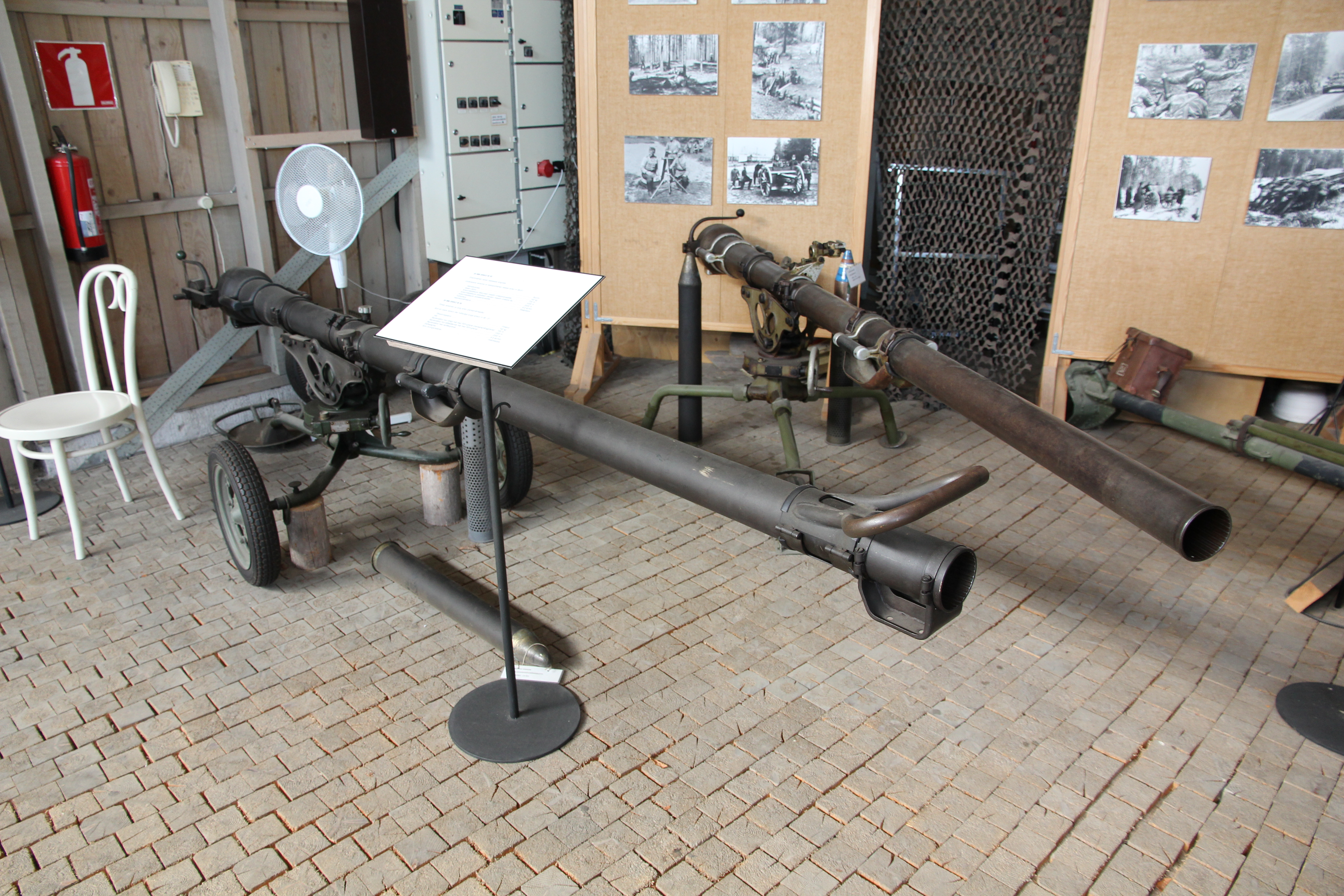
95 S 58-61與95 S 58之間的比較。
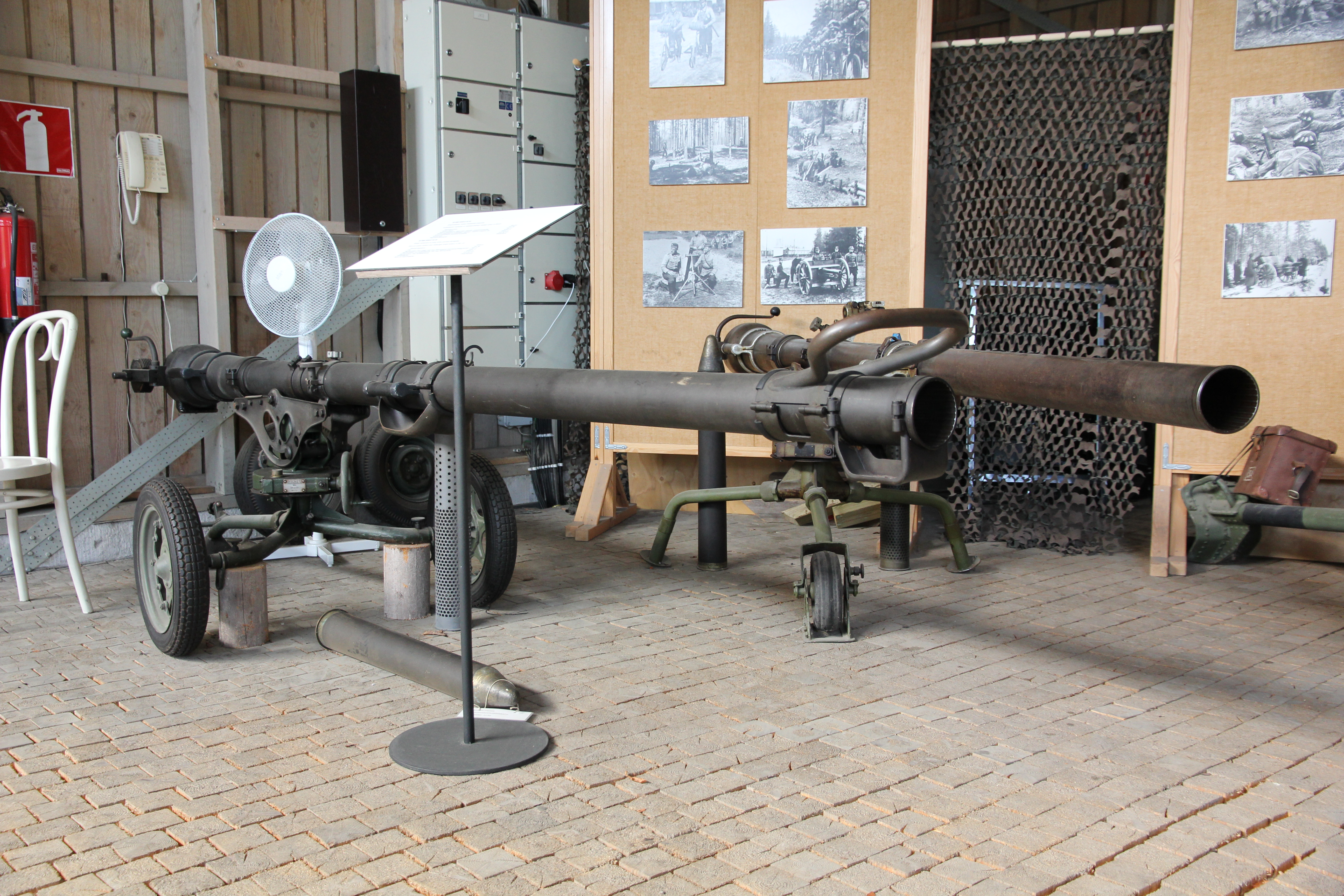
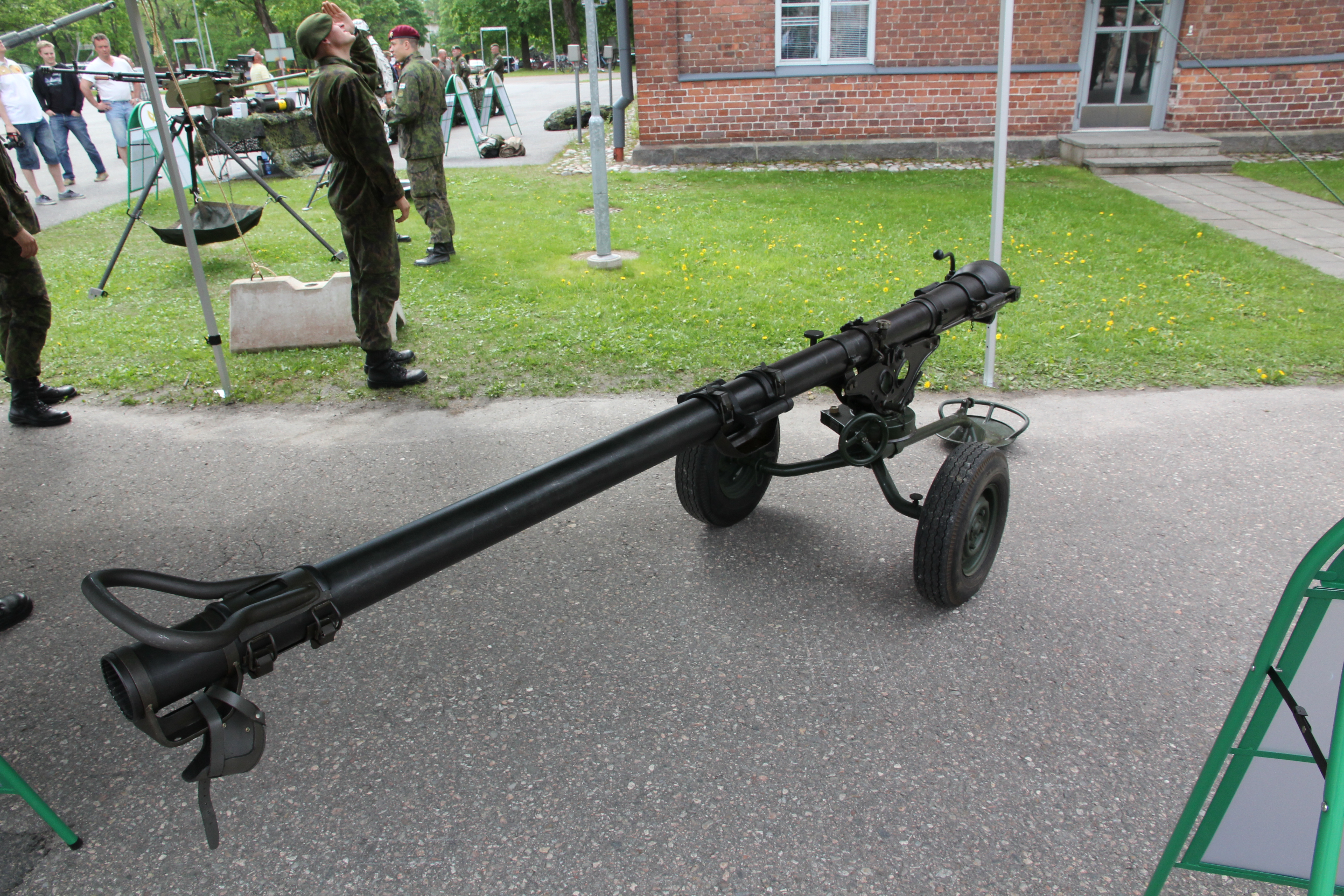
芬蘭國防軍在2014年國旗日展出的95 S 58-61。
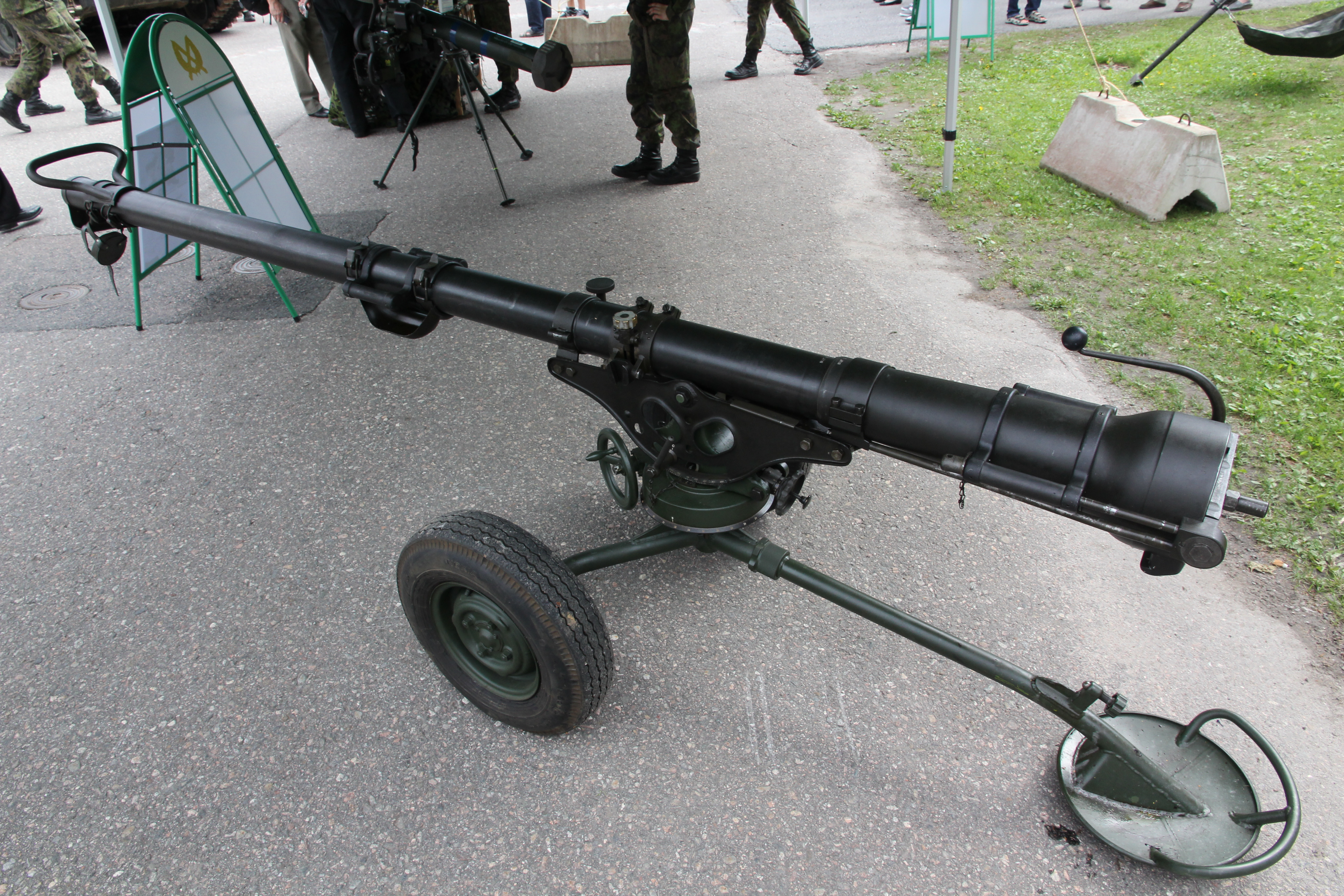
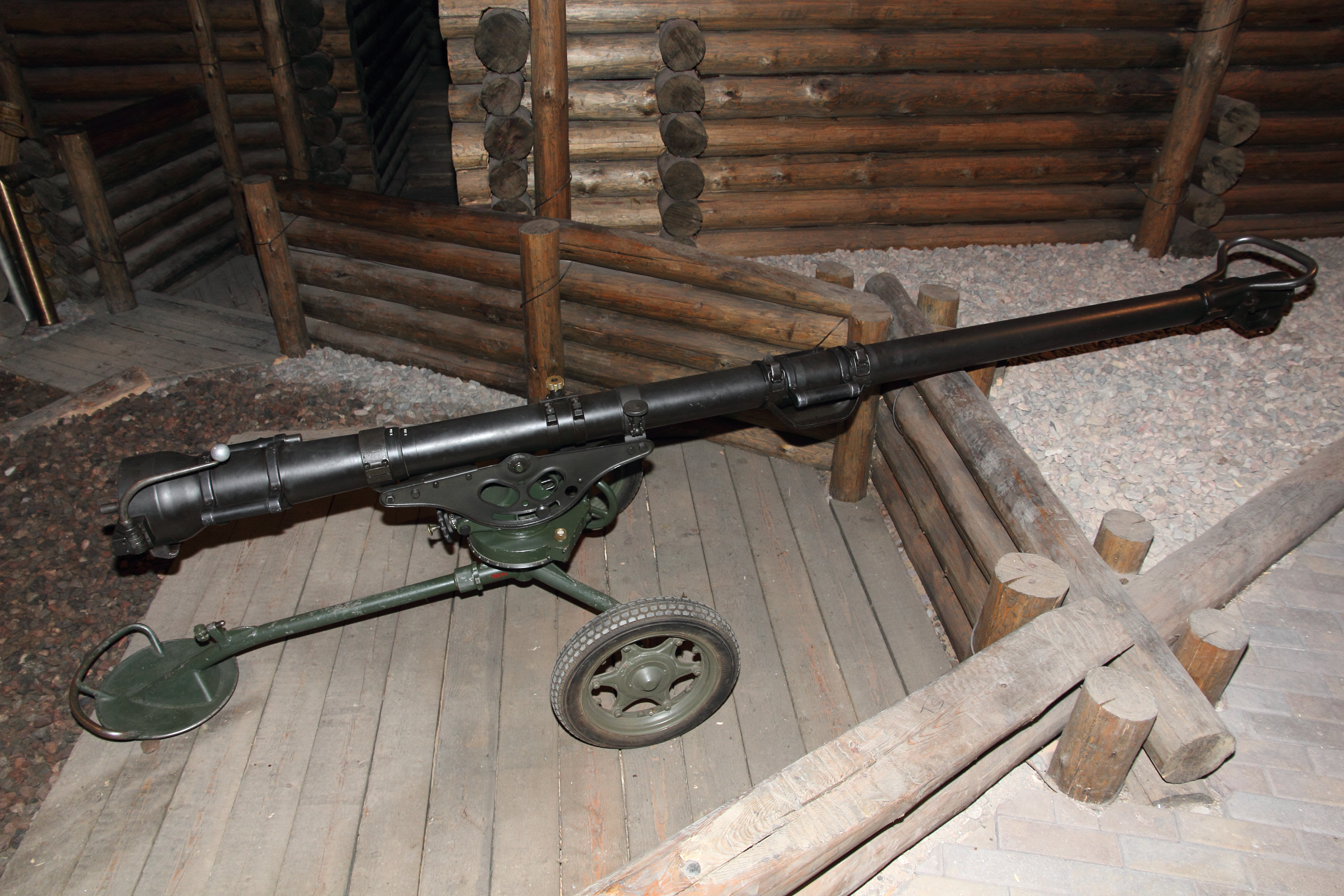
在軍事博物館展出、模擬出其周邊發射陣地的95 S 58-61。
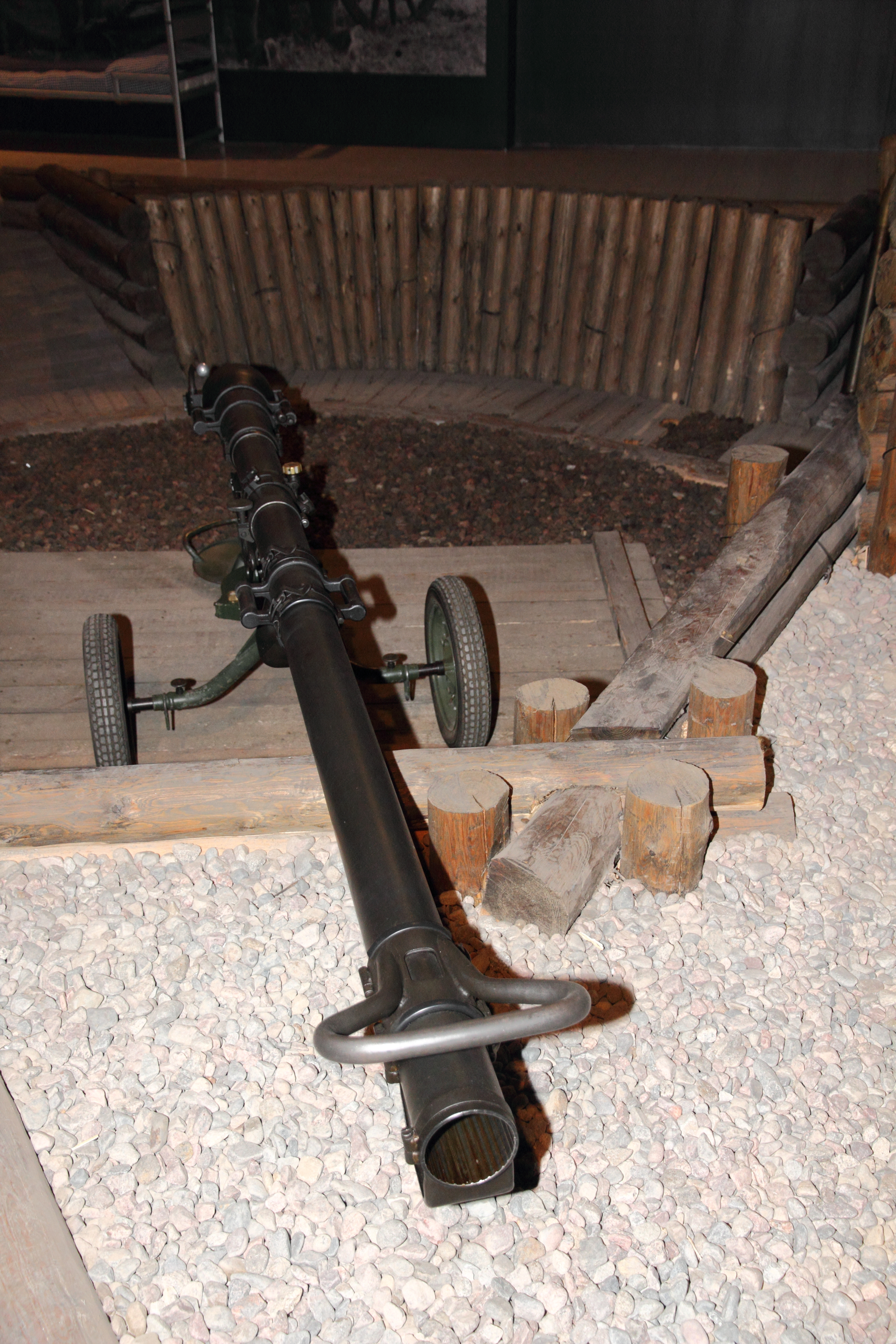
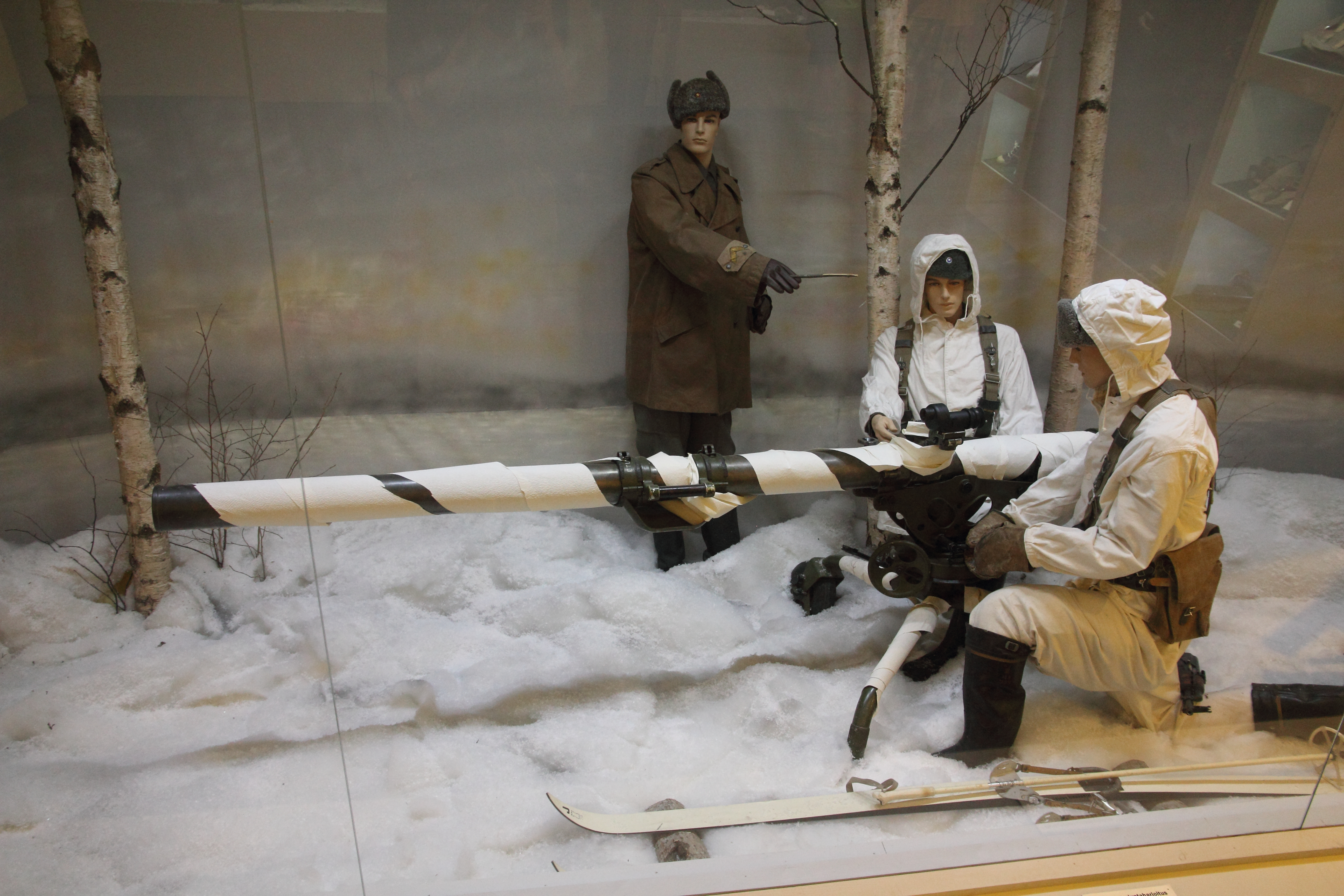
95 S 58-61，與模擬操作它的塑像士兵。
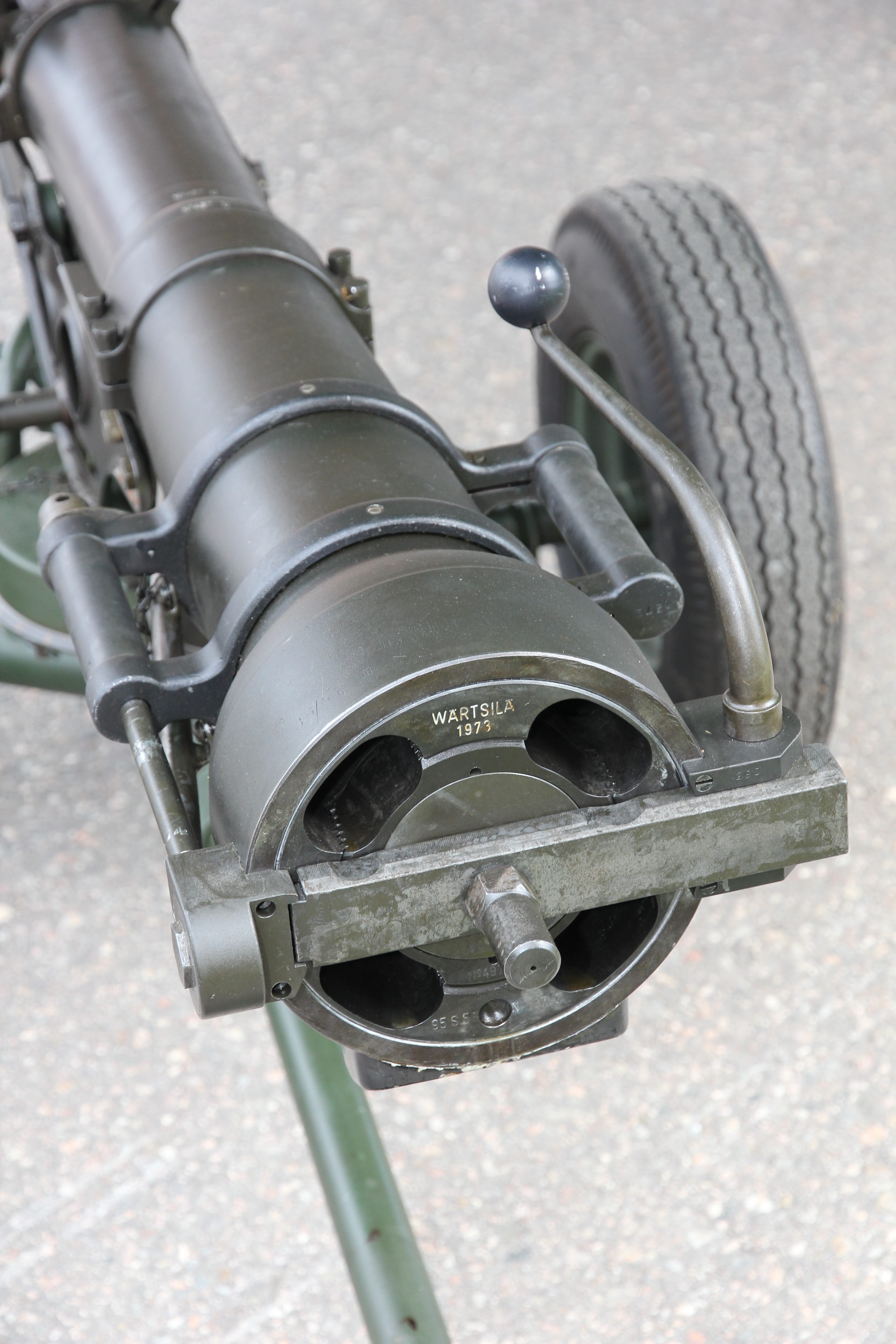
95 S 58-61的炮閂。
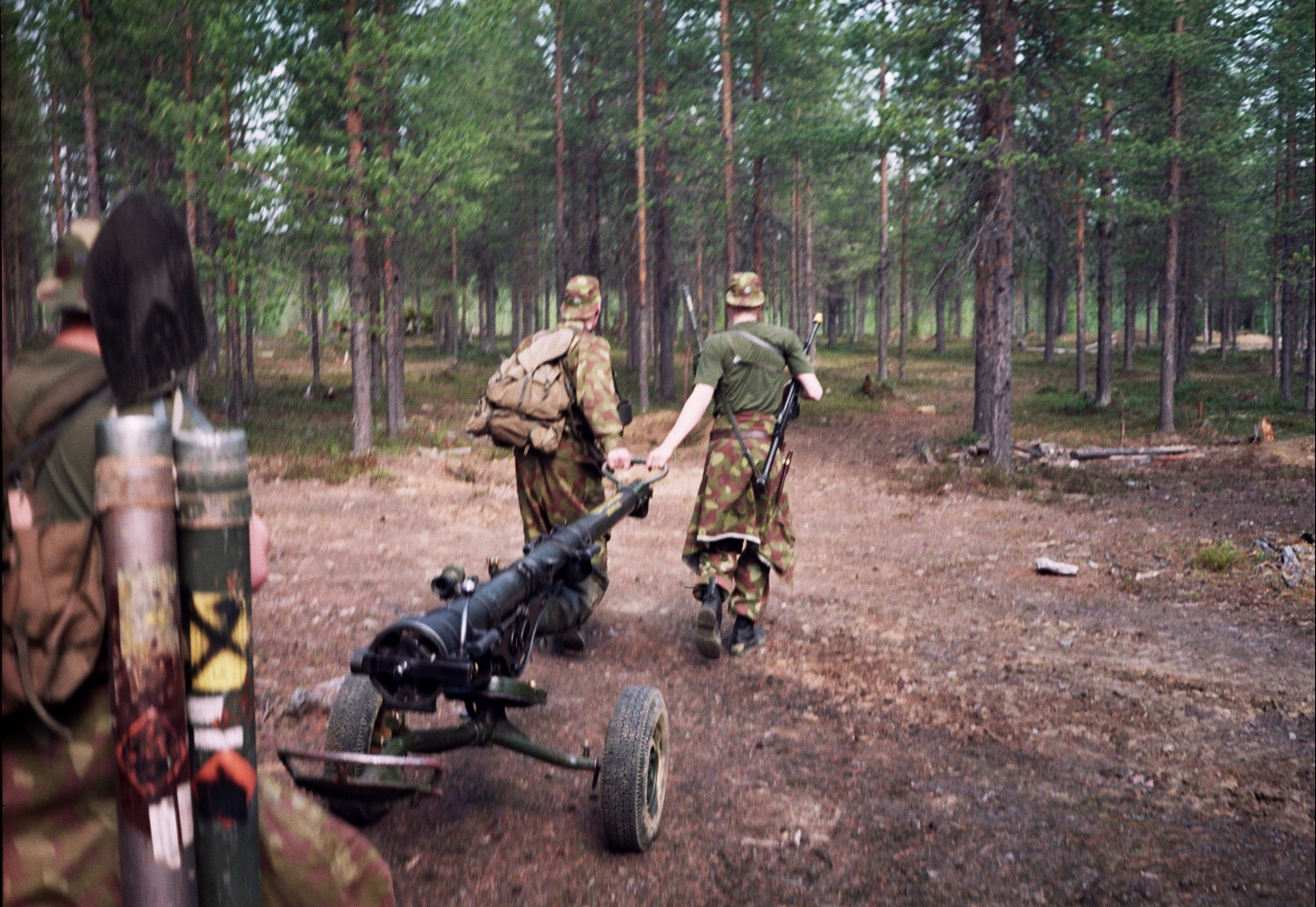
芬蘭應徵入伍者參與訓練，帶著無後座力炮進行行軍。攝於1997年。

## 資料來源
1. 1 2  Ries, Tomas. . Brassey's Defence Publishers. 1988: 208. ISBN 0080335926.
2. 1 2  Ries, Tomas. . Brassey's Defence Publishers. 1988: 167. ISBN 0080335926.
3. ↑  . Ruotuväki (12). 23 June 2011: 3  [28 June 2016]. （原始内容存档于2020-09-16）.

## 外部連接
- （文）—Finnish Defence Forces material presentation: 95 S 58-61